# Metehan Başar
Metehan Başar (* 19. Februar 1991) ist ein türkischer Ringer. Er wurde 2017 Weltmeister im griechisch-römischen Stil in der Gewichtsklasse bis 85 kg und 2018 in der Gewichtsklasse bis 87 kg Körpergewicht.

## Werdegang
Metehan Başar begann als Jugendlicher mit dem Ringen. Er gehört dem Sportclub İstanbul Büyükşehir Belediyesi S.K. an und nimmt seit 2003 an Meisterschaften teil. Er konzentriert sich auf den griechisch-römischen Stil und wurde bzw. wird von Hakki Başar und Yusuf Düzer trainiert. Er studierte Sportmanagement an der Sakarya Univ. Sports Science School.
Im Juli 2007 absolvierte er bei der Junioren-Europameisterschaft (Cadets) in Warschau seinen ersten Start bei einer internationalen Meisterschaft und gewann in der Gewichtsklasse bis 85 kg gleich eine Bronzemedaille. Bis zu seinem nächsten Einsatz bei einer internationalen Meisterschaft dauerte es dann bis Juli 2010. Er ging bei der Junioren-Weltmeisterschaft (Juniors) in Budapest in der Gewichtsklasse bis 96 kg an den Start, schied allerdings nach einer Niederlage gegen Efe Coskun aus Deutschland schon nach der ersten Runde aus und kam nur auf den 23. Platz.
In seinem letzten Juniorenjahr 2011 war Metehan Başar sehr erfolgreich, denn er gewann sowohl bei der Junioren-Europameisterschaft in Zrenjanin, als auch bei der Junioren-Weltmeisterschaft in Bukarest in der Gewichtsklasse bis 96 kg jeweils eine Bronzemedaille.
Danach trat er auf der internationalen Ringermatte erst wieder 2014 in Erscheinung. Er startete ab diesem Zeitpunkt nur mehr in der Gewichtsklasse bis 85 kg Körpergewicht. Im Juli 2014 wurde er in Pécs Studentenweltmeister vor Nikolai Bajrakow aus Bulgarien. Bei der Weltmeisterschaft 2014 in Taschkent enttäuschte er jedoch, denn verlor in der 1. Runde gegen Artur Omarow aus Tschechien, schied aus und kam nur auf den 25. Platz.
Seine erste Medaille bei einer großen internationalen Meisterschaft gewann Metehan Başar dann bei der Europameisterschaft 2015, die im Rahmen der Europa-Spiele in Baku ausgetragen wurde. Er besiegte dort Mate Sopadse aus Georgien und Rasmus Tjoerstad aus Norwegen, verlor dann gegen Schan Belenjuk aus Belarus und schlug dann noch Attila Tamas aus Rumänien und Maksim Manukjan aus Armenien nach Punkten. Er gewann damit eine Bronzemedaille. Einen Rückschlag gab es für ihn allerdings drei Monate später bei der Weltmeisterschaft 2015 in Las Vegas, denn er verlor dort gegen Ramsin Azizsir aus Deutschland, womit er wieder frühzeitig ausschied und nur auf den 29. Platz kam. Er verpasste damit auch die direkte Qualifikation für die Olympischen Spiele 2016 in Rio de Janeiro.
Die Qualifikation für diese Spiele verpasste Metehan Başar auch bei den Turnieren in Zrenjanin und in Istanbul im April bzw. im Mai 2016, obwohl er dort jeweils den 3. Platz belegte. Wegen der vom IOC stark begrenzten Teilnehmerzahl hätte er bei einem dieser Turniere wenigstens den 2. Platz belegen müssen.
Zum Erfolgsjahr wurde dann 2017 für Metehan Başar. Zunächst wurde er im Mai dieses Jahres in Novi Sad Vize-Europameister, wobei er erst im Finale gegen Viktor Lőrincz aus Ungarn verlor und dann wurde er im August in Paris sogar Weltmeister. Er besiegte dabei Jawid Hamsatow aus Belarus, Nikolai Bajrakow, Robert Kobliaschwili aus Georgien, den Olympiasieger Dawit Chakwetadse aus Russland und im Endkampf auch Denis Kudla (Ringer) aus Deutschland.
Bei der Europameisterschaft 2018 in Kaspijsk verlor Metehan Başar schon in der Qualifikation gegen Tadeusz Michalik aus Polen. Da dieser in der nächsten Runde an Denis Kudla aus Deutschland scheiterte, schied er aus und belegte nur den 14. Platz. Dagegen stellte sich Metehan Başar bei der Weltmeisterschaft dieses Jahres in Budapest in hervorragender Form vor und wurde in der auf 87 kg Körpergewicht aufgestockten Mittelgewichtsklasse mit fünf Siegen erneut Weltmeister.
Bei der Europameisterschaft 2019 in Bukarest kam Metehan Başar in der Gewichtsklasse bis 87 kg zu einem Sieg über Dimitrios Tsekeridis, Griechenland, verlor aber in der nächsten Runde gegen Mikalai Stadub aus Belarus nach Punkten. Da dieser das Finale nicht erreichte, schied er aus und kam nur auf den 12. Platz. Im Juni 2019 startete er auch bei den Europaspielen in Minsk in der gleichen Gewichtsklasse. Er verlor dort in seinem ersten Kampf gegen Bekchan Osdojew aus Russland. Da dieser das Finale nicht erreichte, schied auch er aus und kam nur auf den 13. Platz. Noch schlechter lief es für Metehan Başar bei der Weltmeisterschaft im September 2019 in Nur-Sultan (Kasachstan). Er verlor dort seinen ersten Kampf gegen Rustam Assakalow aus Usbekistan. Da dieser das Finale nicht erreichte, konnte Metehan Başar in der Trostrunde nicht weiterringen. Da er zudem im Kampf gegen Assakalow keinen technischen Punkt erzielt hatte, landete er abgeschlagen nur auf dem 32. Platz.
Im Oktober 2019 ging er in Wuhan (China) auch bei den Militär-Weltspielen in der Gewichtsklasse bis 87 kg an den Start. Er verlor dort zunächst gegen Viktor Lörincz, Ungarn, siegte dann über Tadeusz Michalik, Polen und über Yao, China und verlor in der Trostrunde im Kampf um eine der Bronzemedaillen gegen Denis Kudla (Ringer) aus Deutschland.
Bei der Europameisterschaft im Februar 2020 in Rom kam Metehan Başar in der Qualifikation zu einem Sieg über Erik Int, Estland. Er verlor aber anschließend gegen Semen Nowikow aus der Ukraine. Da dieser das Finale erreichte, konnte er in der Trostrunde weiter ringen und siegte dabei über Jesus Gasca Fresneda, Spanien und unterlag im Kampf um eine der Bronzemedaillen gegen Alexander Komarow aus Russland.

## Internationale Erfolge
| Jahr | Platz | Wettbewerb                                        | Gewichtsklasse | Ergebnisse |
| 2007 | 3.    | Junioren-EM (Cadets) in Warschau                  | bis 85 kg      | hinter Achmed Bogatirew, Russland und Erik Gobosow, Ukraine |
| 2010 | 23.   | Junioren-WM (Juniors) in Budapest                 | bis 96 kg      | nach einer Niederlage gegen Efe Coskun, Deutschland |
| 2011 | 3.    | Junioren-EM (Juniors) in Zrenjanin                | bis 96 kg      | hinter György Rizmajer, Ungarn und Artur Aleksanjan, Armenien |
| 2011 | 3.    | Junioren-WM (Juniors) in Bukarest                 | bis 96 kg      | nach Siegen über Dorin Constantin Pirvan, Rumänien, Artur Aleksanjan und Marthin Hamlet Nielsen, Norwegen, einer Niederlage gegen Islam Magomedow, Russland und einem Sieg über György Rizmajer |
| 2014 | 1.    | Universitäten-WM in Pécs                          | bis 85 kg      | vor Nikolai Bajrakow, Bulgarien, Yauhen Walchanowitsch, Belarus und Tadeusz Michalik, Polen |
| 2014 | 25.   | WM in Taschkent                                   | bis 85 kg      | nach einer Niederlage gegen Artur Omarow, Tschechien |
| 2015 | 1.    | Vehbi Emre & Hamit Kaplan-Turnier in Istanbul     | bis 85 kg      | vor Viktor Lőrincz, Ungarn, Kansu Ildem, Türkei und Rustam Assakalow, Usbekistan |
| 2015 | 3.    | EM in Baku                                        | bis 85 kg      | nach Siegen über Mate Sopadse, Georgien und Rasmus Tjoerstad, Norwegen, einer Niederlage gegen Schan Belenjuk, Ukraine und Siegen über Attila Tamas, Rumänien und Maksim Manukjan, Armenien     |
| 2015 | 29.   | WM in Las Vegas                                   | bis 85 kg      | nach einer Niederlage gegen Ramsin Azizsir, Deutschland |
| 2016 | 3.    | Olympia-Qualif.-Turnier in Zrenjanin              | bis 85 kg      | hinter Alexej Mischin, Russland und Nikolai Bajrakow |
| 2016 | 3.    | Olympia-Qualif.-Turnier in Istanbul               | bis 85 kg      | hinter Denis Kudla (Ringer), Deutschland und Robert Kobiaschwili |
| 2016 | 3.    | Großer Preis von Deutschland in Dortmund          | bis 85 kg      | hinter Tadeusz Michalik, Polen und Ramsin Azizsir |
| 2016 | 4.    | Universitäten-WM in Corum/Türkei                  | bis 85 kg      | hinter Erik Szilvassi, Ungarn, Nikolai Stadub, Belarus und Roman Yusipow, Russland |
| 2017 | 1.    | Vehbi Emre & Hamit Kaplan-Turnier in Istanbul     | bis 85 kg      | vor Islam Abbasow, Aserbaidschan, Mate Sopadse und Nikolai Bajrakow |
| 2017 | 2.    | EM in Novi Sad                                    | bis 85 kg      | nach Siegen über Arif Niftulajew, Aserbaidschan, Juri Schriuba, Ukraine und Ramsin Azizsir und einer Niederlage gegen Viktor Lőrincz                                                            |
| 2017 | 1.    | WM in Paris                                       | bis 85 kg      | nach Siegen über Jawid Hamsatow, Belarus, Asat Beischebekow, Kirgisistan, Nikolai Bajrakow, Dawit Chakwetadse und Denis Kudla (Ringer)                                                          |
| 2018 | 14.   | EM in Kaspijsk                                    | bis 87 kg      | nach einer Niederlage gegen Tadeusz Michalik, Polen |
| 2018 | 1.    | Mittelmeer-Spiele in Tarragone/Spanien            | bis 87 kg      | vor Bachir Sidarza, Algerien, Wladimir Stancic, Serbien und Dimitrios Tsekeridis, Griechenland                                                                                                  |
| 2018 | 1.    | WM in Budapest                                    | bis 87 kg      | nach Siegen über Phillip Raweriio Barreiro, Kanada, Aden Baudjemline Barreiro, Algerien, Robert Kobliaschwili, Georgien, Bekchan Osdojew, Russland und Schan Belenjuk, Ukraine                  |
| 2019 | 5.    | „Dan-Kolow“ & „Nikolaui-Petrow“-Memorial in Russe | bis 97 kg      | hinter Musa Jewlojew und Nikolai Melnikow, beide Russland, Usur Dschurupbekow, Kirgisistan und Micheil Kajaia, Serbien                                                                          |
| 2019 | 12.   | EM in Bukarest                                    | bis 87 kg      | mach einem Sieg über Dimitrios Tsekeridis, Griechenland und einer Niederlage gegen Mikalai Stadub, Belarus                                                                                      |
| 2019 | 13.   | Europaspiele in Minsk                             | bis 87 kg      | nach einer Niederlage gegen Bekchan Osdojew, Russland |
| 2019 | 32.   | WM in Nur-Sultan (Kasachstan)                     | bis 87 kg      | nach einer Niederlage gegen Rustam Assakalow, Usbekistan |
| 2019 | 5.    | Militär-Weltspiele in Wuhan (China)               | bis 87 kg      | nach einer Niederlage gegen Viktor Lőrincz, Ungarn, Siegen über Tadeusz Michalik, Polen und Yao X, China und einer Niederlage gegen Denis Kudla (Ringer)                                        |
| 2020 | 5.    | EM in Rom                                         | bis 87 kg      | nach einem Sieg über Erik Int, Estland, einer Niederlage gegen Semen Nowikow, Ukraine, einem Sieg über Jesus Gasca Fresneda, Spanien und einer Niederlage gegen Alexander Komarow, Russland     |

Erläuterungen
- alle Wettkämpfe im griechisch-römischen Stil
- WM = Weltmeisterschaft, EM = Europameisterschaft